# Bahía Seal
La Bahía Seal (en inglés: Seal Bay) es una bahía, con cerca de 1 km de diámetro, en la escarpada costa norte de la Isla Soledad en las Islas Malvinas del Océano Atlántico Sur. Se encuentra a unos 40 km al noroeste de Puerto Argentino/Stanley.

## Descripción
El valle que se encuentra detrás de la playa se llama Swan Pond y se trata de un humedal superficial separado de la bahía por un banco de arena. La vegetación costera consiste en brezales y pastizales húmedos que recubren turba. También se encuentran Poa flabellata en farallones.

### Área importante para la conservación de las aves
La bahía ha sido identificada por BirdLife International como una de las áreas importantes para la conservación de las aves. Las aves conservadas aquí incluyen patos vapores malvinero, cauquenes colorados, pingüinos papúa (1500 parejas reproductoras), pingüinos de penacho amarillo (15000 parejas), pingüinos magallánicos, pardelas sombrías y yales australes. También se encuentran cormoranes imperiales y cormoranes de cuello negro.